# Пыркош, Витольд
Ви́тольд Бронислав Пы́ркош (пол. Witold Bronisław Pyrkosz; 24 декабря 1926, Красныстав — 22 апреля 2017) — польский актёр театра и кино.

## Биография
До начала своей актёрской карьеры работал уполномоченным в Центральной клинике охраны материнства и здоровья детей. В 1954 году окончил Государственную высшую школу актёрского мастерства в Кракове. Через год дебютировал в Театре им. Стефана Жеромского в Кельце, в пьесе Влодзимежа Перзиньского «Безрассудная сестра», поставленной Тадеушем Кубальским, исполнив роль Янека Топольского. В 1956 году дебютировал на экране в фильме Ежи Кавалеровича «Тень». Был соучредителем и директором кабаре «Дрептак».
Наиболее известен по ролям в фильмах Юлиуша Махульского «Ва-банк», «Ва-банк 2» и «Кингсайз» и в сериалах «Яношик», «Альтернативы 4», «„Л“ значит Любовь». Кроме того, снимался в сериалах «Четыре танкиста и собака» и «Ставка больше чем жизнь», в фильме Анджея Вайды «Без наркоза» и в фильме Эвы и Чеслава Петельских «Записки молодого варшавянина». С 2000 года до своей смерти играл Люциана Мостовяка, одного из главных героев сериала «M jak miłość» на TVP2. Всего исполнил 70 ролей. Также участвовал в озвучивании мультфильмов.
Умер 22 апреля 2017 года в Варшаве. Причиной смерти стал инсульт на фоне пневмонии. Похоронен на кладбище Гура-Кальвария — города, где он жил последние двадцать лет.

## Фильмография
- 1956 — Кто он? (Тень) / Cień — «Малютка», командир банды «лесных братьев»
- 1958 — Героика (Эроика) / Eroica — Кардас, музыкант
- 1960 — Год первый / Rok pierwszy — милиционер Мигулко, член АК
- 1961 — Безмолвные следы / Milczące ślady — Юзеф Свидер
- 1961 — Апрель / Kwiecień — поручник Галицкий
- 1962 — Раскрытая явка / Drugi brzeg — Габрысь
- 1962 — О тех, кто украл Луну / O dwóch takich, co ukradli księżyc
- 1962 — На белой дороге / Na białym szlaku — фельдфебель
- 1963 — Почтенные грехи / Zacne grzechy — Онуфрий Гемба
- 1964 — Пятеро / Pięciu — армейский друг Калюса
- 1964 — Неизвестный / Nieznany — Марцин
- 1964 — Девушка в окошке (Барышня в окошке) / Panienka z okienka — капитан корабля «Лебедь»
- 1965 — Рукопись, найденная в Сарагосе / Rekopis znaleziony w Saragossie — Блажей
- 1965 — Катастрофа / Katastrofa — Витольд Рошак, инспектор по инвестиционному надзору
- 1966 — Преступник оставляет след (Убийца оставляет след) / Morderca zostawia slad — капрал, сменивший Зенека на коммутаторе (нет в титрах)
- 1966 — Потом наступит тишина / Potem nastąpi cisza — поручник Леоняк
- 1966 — Квартирант / Sublokator — привидение хорунжего
- 1966 — Возвращение на Землю / Powrót na Ziemię — Эдек, друг Стефана
- 1966 — В логове обречённых / Zejście do piekła — Макс Шмидт
- 1966-1970 — Четыре танкиста и собака / Czterej pancerni i pies — капрал Вихура
- 1967 — Все свои / Sami swoi — «Варшавянин»
- 1967 — Упырь / Upiór — лакей Степан
- 1968 — Кукла / Lalka — аукционист
- 1968 — Ставка больше, чем жизнь / Stawka większa niż życie (фильм 13-й Без инструкции / Bez instrukcji)— оберштурмбанфюрер Кляйст
- 1969 — Только погибший ответит / Tylko umarły odpowie — поручник Витек
- 1969 — Знаки на дороге / Znaki na drodze — хозяин автосервиса
- 1969 — День прозрения / Dzień oczyszczenia — «Дробны», член отряда майора «Деда»
- 1970 — Операция «Брутус» / Akcja Brutus — Борута, он же майор Ян Скшипчак, командир отряда АК
- 1971 — Счастливого пути, любимая! / Szerokiej drogi, kochanie — журналист Муха
- 1971 — Проказа / Trąd — Чесек Матусяк, предводитель банды
- 1972 — Коперник / Kopernik — Плотовский
- 1972 — Этот жестокий, никчёмный парень / Ten okrutny, nikczemny chłopak — милиционер
- 1973 — Час пик / Godzina szczytu — пан Стасё (нет в титрах)
- 1973 — Дорога / Droga (телесериал, 5-я серия) — «варшавянин»
- 1973 — Награды и отличия / Nagrody i odznaczenia — хорунжий Журек
- 1973 — Яношик / Janosik (телесериал) — Ендрусь Пыздра
- 1974 — Тут крутых нет / Nie ma mocnych — «варшавянин» (нет в титрах)
- 1974 — Это я убил / To ja zabiłem — адвокат Моравского
- 1974 — Самый важный день жизни / Najważniejszy dzień życia (телесериал, 8-я серия) — милиционер Антек Кшемек
- 1975 — Казимир Великий / Kazimierz Wielki — предводитель флагеллантов
- 1975 — Игроки / Hazardziści — кассир Леон Бадзяк, сообщник Яскульского
- 1975 — Грех Антония Груды / Grzech Antoniego Grudy — Варвась
- 1977 — Не найдёшь покоя / Nie zaznasz spokoju — председатель спортивного клуба
- 1977 — Миллионер / Milioner — чиновник
- 1977 — Все и никто / Wszyscy i nikt — кузнец
- 1978 — Убежище / Azyl — мародёр Игнац Жера
- 1978 — Без наркоза / Bez znieczulenia — преемник Броньского
- 1978 — До последней капли крови / Do krwi ostatniej — майор Высоконьский
- 1979 — Сладкие глаза / Słodkie oczy — инженер Кшиштоф Коваль
- 1980 — Константа / Constans — Мариуш, шеф Витольда
- 1980 — Записки молодого варшавянина / Urodziny młodego warszawiaka — Антони Якубович
- 1980 — Потому что я помешался для неё / Bo oszalałem dla niej — Владзё
- 1981 — Прогноз погоды / Prognoza pogody — директор дома престарелых
- 1981 — Война миров. Следующее столетие / Wojna światów — Następne stulecie — судья
- 1981 — Ва-банк / Vabank — Дуньчик (в русском дубляже — Датчанин)
- 1981 — Был джаз / Był jazz — председатель Ведущей технической организации
- 1982 — Да сгинет наваждение / Niech cię odleci mara — контролёр
- 1983 — Каменные плиты / Kamienne tablice — Федунович, секретарь польского посольства в Индии
- 1983 — Альтернативы 4 / Alternatywy 4 (телесериал) — Юзеф Бальцерек
- 1984 — Кто этот человек? / Kim jest ten człowiek — следователь
- 1984 — Ва-банк 2, или Ответный удар / Vabank II czyli Riposta — Дуньчик (в русском дубляже — Датчанин)
- 1986 — Частное расследование / Prywatne śledztwo — начальник следственного отдела
- 1987 — Маримонтская соната / Sonata marymoncka — Сенчак, совладелец «Аркадии»
- 1987 — Кингсайз / Kingsajz — Бомбалина, главный редактор журнала
- 1987 — Известна, как и Сараево / Sławna jak Sarajewo — Шафранец
- 1987 — Гон / Rykowisko — Розбицкий (нет в титрах)
- 1988 — Девочка из гостиницы «Эксцельсиор» / Dziewczynka z hotelu Excelsior — Ян
- 1990 — Торговец / Kramarz — нищий Юрек
- 1991 — Шведы в Варшаве / Szwedzi w Warszawie — перевозчик
- 1991 — Три дня без приговора / Trzy dni bez wyroku — капитан Зыгмунт Жох «Мясник»
- 1991 — Летающие машины против пана Самоходика / Latające machiny kontra pan Samochodzik — Лейвода-Аризона, автор детективных повестей
- 1993 — Аляска Кид / Złoto Alaski (5-я серия) — Энди Карсон
- 1995 — Аквариум или одиночество шпиона / Akwarium czyli samotnosc szpiega (телесериал, 3 и 4 серии) — «Навигатор»
- 1996 — Аквариум / Akwarium — «Навигатор»
- 1996 — Сабля от коменданта / Szabla od komendanta — Гневиш
- 1999 — Киллер 2 / Kiler-ów 2-óch — ксёндз, венчающий Килера и Альдону
- 2000 — Байланд / Bajland — Сенько
- 2000-2013 — «Л» значит Любовь / M jak milość (телесериал) — Люциан Мостовяк
- 2009 — Повторный визит / Rewizyta — Мариуш, шеф Витольда, в архивных кадрах из фильма «Константа»

## Признание
- 1974 — Золотой Крест Заслуги.
- 1984 — Кавалерский крест Ордена Возрождения Польши.
- 1984 — Заслуженный деятель культуры Польши.
- 1985 — Награда Министра культуры и искусства ПНР 1-й степени за роли в театре, фильме и телевидении.
- 1987 — Награда председателя «Комитета в дела радио и телевидение» за многолетнее художественное сотрудничество с телевидением.
- 2005 — премия «Телекамера» в номинации «лучший актёр»
- 2007 — премия «Телекамера» в номинации «золотые запонки» (за вклад в развитие кинематографа)
- 2009 — Золотая медаль «За заслуги в культуре Gloria Artis»[5]